# Jeff Vermeulen
Jeff Vermeulen (Zwolle, Overĳssel, 7 d'octubre de 1988) és un ciclista neerlandès, professional des del 2007 i actualment a l'equip Destil-Jo Piels Cycling Team. Combina la carretera amb la pista.

## Palmarès en pista
- 2007
  -  Campió dels Països Baixos en Derny
- 2011
  -  Campió dels Països Baixos en Derny
- 2012
  -  Campió dels Països Baixos en Derny

## Palmarès en ruta
- 2009
  - 1r al Kernen Omloop Echt-Susteren
- 2012
  - 1r a l'Omloop van de Glazen Stad
  - Vencedor d'una etapa de l'Olympia's Tour
  - Vencedor d'una etapa de la Cursa de Solidarność i els Atletes Olímpics
- 2013
  - 1r al Zuid Oost Drenthe Classic
  - Vencedor de 2 etapes de l'Olympia's Tour
- 2015
  - 1r al Zuid Oost Drenthe Classic
  - 1r al Tour d'Overijssel
  - 1r a la Parel van de Veluwe
  - Vencedor d'una etapa de l'Olympia's Tour
  - Vencedor d'una etapa del París-Arràs Tour
- 2016
  - 1r a la Ster van Zwolle
  - Vencedor d'una etapa del Tour de Loir i Cher
- 2017
  - 1r a l'Omloop van de Glazen Stad